# Никонов, Александр Александрович
Алекса́ндр Алекса́ндрович Нико́нов (19 августа 1918, дер. Зайково, Псковская губерния — 5 октября 1995, Москва) — советский и российский экономист, академик АН СССР (с 1992 — РАН), академик ВАСХНИЛ (с 1992 — РАСХН), президент ВАСХНИЛ (1984—1992).

## Биография
Родился 19 августа 1918 году в крестьянской семье в деревне Зайково Вышгородецкой волости Островского уезда Псковской губернии.
После окончания гуманитарной гимназии в Абрене учился в Риге в Латвийском университете. После присоединения Латвии к СССР в 1940 году вступил добровольцем в Рабочую гвардию, стал политруком батальона.
Участвовал в Великой Отечественной войне. Работал на ответственных постах в партийных и государственных органах Латвийской ССР.
В 1945 году на общественных началах был редактором уездной газеты, редактором и составителем многих научных изданий.
Избирался дважды депутатом Верховного Совета Латвийской ССР (в 1947 и 1951 годах), депутатом Верховного Совета СССР 4—5 созывов (в 1954 и 1958 годах), депутатом Рижского городского и Ставропольского краевого советов, народным депутатом СССР в 1989 году, был членом ЦК КП Латвии с 1946 по 1961 год, членом Ставропольского крайкома КПСС с 1964 по 1979 года, делегатом XXIII и XXVII съездов и XIX конференции КПСС.
С 1951 по 1961 год — министр сельского хозяйства Латвийской ССР. В 1959 году окончил Латвийскую сельскохозяйственную академию по специальности «агроном-экономист».
В 1962 году защитил диссертацию на соискание учёной степени кандидата экономических наук по теме «Специализация и концентрация производства в совхозах Латвийской ССР». Работал в Латвийском НИИ земледелия и экономики.

Могила А. А. Никонова на Новодевичьем кладбище Москвы

В 1963—1978 годах — директор Ставропольского НИИ сельского хозяйства.
В 1973 году за работу «Экономические основы системы сельского хозяйства (на примере Ставропольского края)» присуждена учёная степень доктора экономических наук. Имел учёное звание профессора.
В 1975 году избран членом-корреспондентом, в 1978 — академиком ВАСХНИЛ; с 1984 — действительный член АН СССР по Отделению экономики.
В 1978—1982 годах — академик-секретарь Отделения экономики ВАСХНИЛ, в 1982—1984 годах — первый вице-президент ВАСХНИЛ. С 26 декабря 1984 года по 4 февраля 1992 года — президент ВАСХНИЛ, одновременно с 1990 по 1995 годы — директор Аграрного института.
Несколько лет был членом коллегии Министерства сельского хозяйства Российской Федерации, затем заместителем председателя Госагропрома СССР (по науке).
Являясь членом и заместителем председателя Совета по аграрной политике при Министерстве сельского хозяйства Российской Федерации, а также членом Совета по аграрной политике при Правительстве Российской Федерации, представлял Россию в международной комиссии «Мир и продовольствие», в которую входят ученые и общественные деятели различных стран мира.
Скончался 5 октября 1995 года в результате дорожно-транспортного происшествия. Похоронен на Новодевичьем кладбище в Москве.
После смерти А. А. Никонова в феврале 1996 года на основе слияния Аграрного института и ВНИИ кибернетики образован Всероссийский институт аграрных проблем и информатики, которому решением Президиума Россельхозакадемии от 29 августа 2002 года присвоено имя А. А. Никонова.

## Научные степени и звания
- Заслуженный деятель науки РСФСР (1978)
- Действительный член РАН (1984)
- Действительный член Российской академии сельскохозяйственных наук (1978)
- Почётный член Латвийской академий наук (1991)
- Почётный член Венгерской академий наук (1988)
- Академик Академии сельскохозяйственных наук ГДР (1985)
- Доктор экономических наук (1974)
- Почётный доктор Латвийского сельскохозяйственного университета
- Заслуженный деятель сельского хозяйства Латвийской республики

## Награды
- 4 ордена Ленина (1950, 1958, 1966, 1988)
- Орден Октябрьской Революции (1971)
- Орден Красного Знамени (1942)
- Орден Отечественной войны I степени (1985)
- Орден Отечественной войны II степени (1945)
- 2 ордена Трудового Красного Знамени (1946, 1974)
- Орден Командора с голубой лентой Польской республики
- 12 медалей
- Премия имени А. В. Чаянова (1996)
- Многочисленные почётные грамоты
- Многочисленные правительственные награды СССР

## Основные работы
Автор более 300 научных публикаций, из них 27 книг и брошюр, 83 главы и статьи в книгах, 146 журнальных статей, 23 тезиса научных докладов и 24 статьи с научной проблематикой в газетах.
- Специализация и концентрация производства в совхозах Латвийской ССР: Дисс. … канд. экон. наук. — М., 1961. Рукопись, архив Всероссийского института аграрных проблем и информатики.
- Специализация и концентрация производства в совхозах Латвийской ССР: Автореф. дисс… канд. экон. наук. — М., 1962.
- Производственные типы колхозов и совхозов Ставрополья. — Ставрополь: Кн. изд-во, 1973.
- Экономические основы системы сельского хозяйства. — Ставрополь: Кн. изд-во, 1976.
- Система ведения сельского хозяйства Ставропольского края: Сборник / Под ред. А. А. Никонова; Ставропольский НИИСХ. — Ставрополь: Кн. изд-во, 1980. (А. А. Никоновым написано шесть глав).
- Продовольственная программа СССР, её задачи и пути реализации // Экономические науки. — 1982. — № 10.
- Основные направления развития сельскохозяйственной науки в СССР // Достижения сельскохозяйственной науки. — М., 1987.
- Развитие кооперации и решение продовольственной проблемы // Вопросы экономики. — 1988. — № 2.
- Научное наследие А. В. Чаянова и современность// Вестник сельскохозяйственной науки. — 1988. — № 7.
- Исторический путь ВАСХНИЛ и её вклад в аграрную науку. — М.: Энциклопедия российских деревень, 1993.
- Социально-экономические проблемы второго этапа аграрной реформы в Российской Федерации // Аграрная наука. — 1994. — № 1.
- Спираль многовековой драмы: аграрная наука и политика в России XVII—XX вв. — М.: Энциклопедия российских деревень, 1995.